# Chuor Phnom Krâvanh
Das Gebirge Chuor Phnom Krâvanh (Khmer-Schrift , deutsch Krâvanh-Berge oder Kardamom-Berge, Thai: ทิวเขาบรรทัด, Thio Khao Banthat) ist ein Gebirgszug der sich in Südwest-Kambodscha entlang des Golfs von Thailand erstreckt.
Das Kardamomgebirge unterteilt sich geographisch in zwei Zonen. Die Kardamomkette im Norden besteht überwiegend aus Sandstein. Im Osten des Gebirges befindet sich mit dem Phnom Aural (1.813 m) der höchste Berg des Landes. Südlich dieses Gipfels liegt das kleinere Elefantengebirge (Chuor Phnum Damrei), das Höhen bis zu 1100 m erreicht.

## Ökologie
Mit der südlich gelegenen vietnamesischen Insel Phú Quốc bildet es nach Angaben des WWF eine gemeinsame Ökoregion.

### Tierwelt
Der Wald des Kardamomgebirges ist eines der letzten intakten Regenwaldgebiete Südostasiens. Er ist Heimat der größten Population asiatischer Elefanten in Kambodscha sowie weiterer seltener 74 Tierarten. So ist der Regenwald des Kardamomgebirges unter anderem Lebensraum Indochinesischer Tiger und des kleineren Malaysia-Tiger, des Nebelparder, des Siam-Krokodils, des Malaienbären und des Kappengibbon. In den Wäldern des Gebirges leben außerdem mehr als 250 Vogelarten, was in etwa der Hälfte der kambodschanischen Vogelspezies entspricht. Ein in der Planungsphase befindlicher Staudamm würde, falls er ausgeführt wird, wichtigen Lebensraum bedrohter Tierarten überfluten.

## Tourismus
Das Kardamomgebirge ist ein beliebtes Ziel für den Ökotourismus, der eine Einnahmequelle für die lokale Bevölkerung darstellt und dabei schonend mit der Natur umgeht.

## Bodenschätze
Das sensible und artenreiche Ökosystem des Kardamomgebirges wird eventuell durch einen geplanten, bis zu 20.000 Hektar großen, Titan-Tagebau des privaten Bergbauunternehmens United Khmer Group gefährdet.